# Zieria madida
Zieria madida är en vinruteväxtart som beskrevs av Duretto & P.I.Forst.. Zieria madida ingår i släktet Zieria och familjen vinruteväxter. Inga underarter finns listade i Catalogue of Life.